# 9 Samodzielny Batalion Piechoty Zmotoryzowanej (Ukraina)
9 Samodzielny Batalion Piechoty Zmotoryzowanej „Winnica” – batalion Wojsk Lądowych Ukrainy, podporządkowany 59 Samodzielnej Brygadzie Zmechanizowanej. Jako batalion obrony terytorialnej brał udział w konflikcie na wschodniej Ukrainie. Batalion stacjonuje w Kodymie w obwodzie odeskim.

## Wykorzystanie bojowe
Batalion przybył do strefy działań wojennych już 12 czerwca 2014 roku. 2 lipca w walkach zginął pierwszy jego żołnierz. 21 sierpnia zginął kolejny po ostrzale punktu kontrolnego pod Mariupolem. 24 sierpnia punkt kontrolny broniony przez batalion został ostrzelany z czołgów i systemów Grad. Po dwóch dniach walk, nie otrzymawszy wsparcia, żołnierze wycofali się z Nowoazowska do Mariupola, gdzie zostali jednak chłodno przyjęci i oskarżeni o tchórzostwo. Niedługo później siedemdziesięciu pięciu żołnierzy batalionu pojechało do Winnicy, gdzie zażądali demobilizacji. 6 września, podczas wymiany jeńców, stronie ukraińskiej zwrócono dwóch członków Winnicy, których wcześniej pojmali separatyści. 29 października w walkach pod wsią Hranitne zginął członek plutonu przeciwpancernego Winnicy. 1 listopada, w ramach rotacji wojsk, siedemdziesięciu żołnierzy batalionu wycofano do obwodu winnickiego.